# هوجو تاكاتوكي
هوجو تاكاتوكي (باليابانية: 北条高時) (هوجو هو اسم العائلة) (1303 - 23 مايو 1333) كان آخر توكوسو وحاكم في شوغونية كاماكورا وهو ينتمي إلى عشيرة هوجو.
أصبح هوجو وصيا في عمر الثامنة، بينما كانت السلطة الحقيقية في يد جدته أداتشي توكي-أكي. وقع تاكاتوكي ضحية للمرض في عمر 23 بعد فترة قصيرة من تسلم الحكم فعليا، تقاعد تاكاتوكي وأصبح راهب بوذي على الرغب من سلطته على الحكم.